# Peñamellera Alta
Peñamellera Alta è un comune spagnolo di 708 abitanti situato nella comunità autonoma delle Asturie.